# Fair Løsning 2020
Fair Løsning 2020 blev offentliggjort i maj 2011 og var en politisk plan fra  Socialdemokratiet og Socialistisk Folkeparti, der var en fremskrivning af den tidligere "Fair Løsning" fra efteråret 2010. Formålet med planen var at forsøge at lukke et hul på ca. 47 mia. kr. i statskassen, bl.a. ved en trepartsaftale som skulle medføre at alle danskere skulle arbejdere 12 minutter mere om dagen (eller 1 time mere om ugen). Blandt forfatterne til planen var bl.a. Bjarne Corydon og Thor Möger Pedersen. Planen kom som en reaktion på politiske modstandere, som anklagede S-SF for ikke at have en sammenhængende økonomisk plan for Danmark.
Planen skulle for det første skaffe ca. 24 mia. kr. ved forbedringer af det offentlige budget.
- En trepartsaftale, der indebar, at arbejdstiden gennemsnitligt bliver øget med en time om ugen eller 12 minutter om dagen. Det ville ifølge S og SF føre til ca. 15 mia. kr. ekstra i statskassen.
- S og SF ville skabe et højere uddannelsesniveau og sørge for, at de studerende kommer hurtigere igennem studierne, hvilket skulle føre til besparelser på ca. 4,8 mia. kr. i 2020 og på sigt ca. 7,3 mia. kr.
- Herudover ville de to partier samlet set spare ca. 1,7 mia. kr. ved andre konkrete spareforslag.

Derudover ville S og SF gennemføre ændringer, der er positive for budgettet i 2020, men som ikke har langsigtede økonomiske virkninger:
- Fremrykning af pensionsbeskatning vil give ca. 5,6 mia. kr.
- Udskydelse af ændringer i topskatten til efter 2020 vil give ca. 2 mia. kr.
- Lavere niveau for offentlige investeringer vil give ca. 1 mia. kr.

Endelig ville S-SF spare penge på elementer fra den daværende blå regerings genopretningspakke, som de to partier adopterede, samt ændre visse forhold omkring beskæftigelsen.